# کوترومان (اوژیتسه)
کوترومان (به صربی: Kotroman) یک منطقهٔ مسکونی در صربستان است که در اوژیتسه واقع شده‌است. کوترومان ۲٫۸۲ کیلومتر مربع مساحت و ۱۲۳ نفر جمعیت دارد و ۶۹۶ متر بالاتر از سطح دریا واقع شده‌است.